# Tribunal Superior de Justicia de la Ciudad de México
El Tribunal Superior de Justicia de la Ciudad de México (TSJCDMX, por su acrónimo) antes Tribunal Superior de Justicia del Distrito Federal, es el órgano judicial encargado de impartir justicia del fuero común en Ciudad de México, y lo hace en las materias penal, civil, mercantil, familiar, de justicia para adolescentes, ejecución de sanciones penales y ejecución de medidas sancionadoras.
De acuerdo a la Constitución Política de la Ciudad de México, el Poder Judicial de la Ciudad de México se deposita en:
- El Tribunal Superior de Justicia (que debe contar con una Sala Constitucional);
- El Consejo de la Judicatura de la Ciudad de México (antes Consejo de la Judicatura del Distrito Federal), que cumple con las funciones de vigilancia y disciplina de juzgados y salas, también es encabezado por el Magistrado Presidente del Tribunal y está compuesto, además, por otros seis integrantes;
- Los juzgados

También tiene un Centro de Justicia Alternativa, creado en el 2003 como un órgano del Consejo de la Judicatura, cuyas funciones son implementar los medios alternativos de solución de controversias (conciliación, mediación, arbitraje, etcétera) para lograr la resolución de los conflictos relevantes para el derecho sin necesidad de llegar a instancias judiciales.
A su vez el tribunal administra el Instituto de Ciencias Forenses de la Capital (INCIFO), reconocido a nivel nacional y latinoamericano como uno de los mejores, ya que cuenta con laboratorios con equipo de vanguardia para la determinación de causas de muerte e identificación de cadáveres.

## Estructura

### El pleno
El pleno es el órgano máximo del tribunal, integrado por todos los magistrados, uno de los cuales es electo como Presidente, por lo que no forma parte de ninguna sala. Este órgano se conforma por 78 magistrados y un Presidente. 

### Las Salas
El pleno se divide en las siguientes salas:

#### Salas en materia Civil
Conocen de los casos de responsabilidad civil y de los recursos de apelación y queja que se interponen en asuntos civiles de Extinción de Dominio, contra las resoluciones dictadas por los jueces de lo Civil y de Extinción de Dominio, entre otros.

#### Salas en materia Penal
Conocen de los recursos de apelación y denegada apelación que les correspondan y que se interpongan en contra de las resoluciones dictadas por los Jueces del orden Penal de la Ciudad de México, incluyéndose las resoluciones relativas a incidentes civiles que surjan en los procesos, entre otros.

#### Salas en materia de Justicia para Adolescentes
Conocen sobre los recursos de apelación y denegada apelación que les correspondan y que se interpongan en contra de las resoluciones dictadas por los Jueces de Justicia para Adolescentes de la Ciudad de México, incluyéndose las resoluciones relativas a incidentes civiles que surjan en los procesos, entre otros.

#### Salas Especializadas en Ejecución de Sanciones Penales
Les corresponde conocer de los recursos de apelación y denegada apelación interpuestos en contra de las resoluciones de los jueces de ejecución de sanciones penales que dicten en sus funciones de vigilancia de ejecución de la pena, reparación del daño y negación de beneficios penitenciarios, entre otros.

## Magistrado Presidente
El Presidente del Tribunal Superior de Justicia de la Ciudad de México dura en su encargo cuatro años, sin posibilidad de ser reelecto, según la última reforma a la Ley Orgánica del Poder Judicial de la Ciudad de México.
Es electo por el pleno del Tribunal Superior de Justicia de la Ciudad de México, de entre los magistrados que tengan una antigüedad no menor de tres años en su cargo, mediante escrutinio secreto y en la última sesión, que se celebra en el mes de diciembre del año previo a su mandato.
De acuerdo a la Ley Orgánica del Poder Judicial de la Ciudad de México, que entró en vigor el 1 de junio de 2019, la o el Magistrado que presida el Tribunal Superior de Justicia de la Ciudad de México durará en su cargo un año y será electo por mayoría de votos en sesión pública y mediante sufragio secreto. La persona que haya sido elegida para este cargo no podrá volver a ocuparlo ni de forma sucesiva ni alternada, independientemente de la calidad con que lo haya ostentado.
El Presidente es el encargado de velar para que la administración de justicia sea expedita, vigilando el funcionamiento de los diversos órganos jurisdiccionales y administrativos.
Corresponde también al Presidente encabezar el Consejo de la Judicatura de la Ciudad de México, el órgano encargado de manejar, administrar y ejercer el presupuesto del Tribunal Superior de Justicia de la Ciudad de México.
| Presidente                            | Periodo                             |
| ------------------------------------- | ----------------------------------- |
| Ángel Zavalza                         | 1905 - 1914                         |
| Manuel E. Mercado                     | 1915                                |
| David Gutiérrez Allende               | 1916 - 1918                         |
| Román Cabello                         | 1918 - 1919                         |
| José María Truchuelo                  | 1919 - 1920                         |
| Manuel E. Cruz                        | 1920 - 1921                         |
| Aurelio Velázquez                     | 1921 - 1922                         |
| Eleuterio Martínez                    | 1922 - 1923 1923 - 1924 1930 - 1931 |
| Manuel Padilla                        | 1923                                |
| Esteban Salinas Gil                   | 1925 - 1926                         |
| Carlos C. Echeverría[cita requerida]  | 1927 - 1928                         |
| Everardo Gallardo                     | 1929                                |
| José Ortiz Rodríguez                  | 1930                                |
| Luis Ramírez Corso                    | 1931                                |
| Sabino M. Olea                        | 1931 - 1932                         |
| José María Ortiz Tirado               | 1934                                |
| Alberto Coria                         | 1935                                |
| Norberto de la Rosa                   | 1936                                |
| Adalberto Gaicano Sierra              | 1937 1951 - 1952                    |
| Valentón Rincón                       | 1938                                |
| Luis Díaz Infante                     | 1939                                |
| Manuel M. Moreno                      | 1940                                |
| Armando Z. Ostos                      | 1941                                |
| Daniel Salazar Hurtado                | 1942                                |
| Wilfrido C. Cruz                      | 1943                                |
| Raúl Carrancá y Trujillo              | 1944                                |
| Salvador Mondragón Guerra             | 1945                                |
| Ernesto Aguilar Álvarez               | 1946                                |
| Rafael Rosales Gómez                  | 1947                                |
| Luis Cataño Morlet                    | 1948 - 1951                         |
| Francisco Salcedo Casas               | 1953 - 1954                         |
| Rafael Llamosa                        | 1955                                |
| Donato Miranda Fonseca                | 1956 - 1958                         |
| José Castillo Larrañaga               | 1958                                |
| Pedro Guerrero Martínez               | 1959 - 1963                         |
| Julio Sánchez Vargas                  | 1963 - 1967                         |
| Emilio Cesar Pasos                    | 1967 - 1973                         |
| Abel Treviño Rodríguez                | 1973 - 1977                         |
| Salvador Martínez Rojas               | 1977 - 1982                         |
| Humberto Navarro Mayoral              | 1982 - 1983                         |
| Clementina Gil Guillén                | 1983 - 1988                         |
| Francisco Rivera Cambas               | 1988 - 1989                         |
| Saturnino Agüero Aguirre              | 1989 - 1995                         |
| Jorge Rodríguez y Rodríguez           | 1995 - 1999                         |
| Juan Luis González Alcántara Carrancá | 2000 - 2004                         |
| José G. Carrera Domínguez             | 2004 - 2007                         |
| Edgar Elías Azar                      | 2008 - 2017                         |
| Álvaro Augusto Pérez Juárez           | 2017 - 2018                         |
| Rafael Guerra Álvarez                 | 2019 -                              |

## Juicios orales
La justicia oral en el TSJCDMX se aplica desde 2013, cuando se implementó esta modalidad para juicios de carácter civil mercantil, y un poco más tarde para la materia familiar. En 2016 el órgano judicial capitalino emprendió una modificación en la forma de impartir justicia con la implementación del sistema procesal penal acusatorio, mediante el cual llegó la oralidad a los juicios de carácter penal. Para poner en marcha esta modalidad, se gastó presupuesto público para la construcción de la infraestructura y el equipo necesario, así como de capacitación de jueces y demás personal. Por ello el órgano judicial tiene instalada una capacidad para realizar cerca de 24 mil 822 audiencias dentro del sistema procesal penal acusatorio, en aproximadamente 130 salas de oralidad distribuidas en siete inmuebles. 